# Windberg
Windberg ist eine Gemeinde im niederbayerischen Landkreis Straubing-Bogen und ein Mitglied der Verwaltungsgemeinschaft Hunderdorf.

## Geografie und Gemeindegliederung
Die Gemeinde liegt in der Planungsregion Donau-Wald.
Es gibt 27 Gemeindeteile (in Klammern ist der Siedlungstyp angegeben):
- Biehl (Weiler)
- Böhmhäuser (Einöde)
- Böhmhöfl (Einöde)
- Dambach (Weiler)
- Fahrenloh (Einöde)
- Feiertaghof (Einöde)
- Fischbehälter (Einöde)
- Gartenhaus (Einöde)
- Herrnbirket (Weiler)
- Hof (Einöde)
- Hohenthan (Einöde)
- Irensfelden (Dorf)
- Jacklhäusl (Einöde)
- Klostermühle (Einöde)[5]
- Kreuzberg (Weiler)
- Meidendorf (Dorf)
- Netzstuhl (Weiler)
- Oberbucha (Weiler)
- Ochsenweiher (Weiler)
- Ried (Dorf)
- Sandweg (Einöde)
- Staudach (Weiler)
- Sernhäusl (Einöde)
- Unterbucha (Weiler)
- Unterbuchaberg (Weiler)
- Wassergraben (Weiler)
- Windberg (Pfarrdorf)

Historische Gemeindeteile waren Haidbühel und Meidenberg. 1978 wurden die Gemeindeteile Gottesberg, Mitterbühl und Osterberg zur Stadt Bogen ausgegliedert.
Es gibt nur die Gemarkung Windberg.

## Geschichte

### Bis zur Gemeindegründung
Windberg war ursprünglich Sitz der Grafen von Bogen. Das örtliche Kloster Windberg wurde durch Graf Albert I. von Bogen unter Mitwirkung des Bischofs Otto I. von Bamberg Anfang des 12. Jahrhunderts gegründet. Der Ort selbst gehörte seit dem Mittelalter zum Rentamt Straubing und zum Landgericht Mitterfels des Kurfürstentums Bayern. Das Kloster Windberg besaß eine geschlossene Hofmark und wurde 1803 im Zuge der Säkularisation aufgelöst. Die Kirche wurde Pfarrkirche, die Prälatur Pfarrhof. Der Konventsbau kam in Privatbesitz und beherbergte ab 1835 eine Brauerei. 1818 entstand die heutige politische Gemeinde.
Das Wappen der Grafen von Bogen war das (bayerische) Rautenwappen. Nach dem Aussterben des Geschlechts der Bogener ging ihr Rautenwappen auf die Wittelsbacher über. Mit Ende der Herrschaft der Wittelsbacher in Bayern übernahm der Freistaat Bayern das Rautenwappen aus Windberg.

### Wiedererrichtung des Klosters
Im Jahr 1923 wurde das Kloster durch Prämonstratenser aus der niederländischen Abtei Berne-Heeswijk wiedererrichtet.

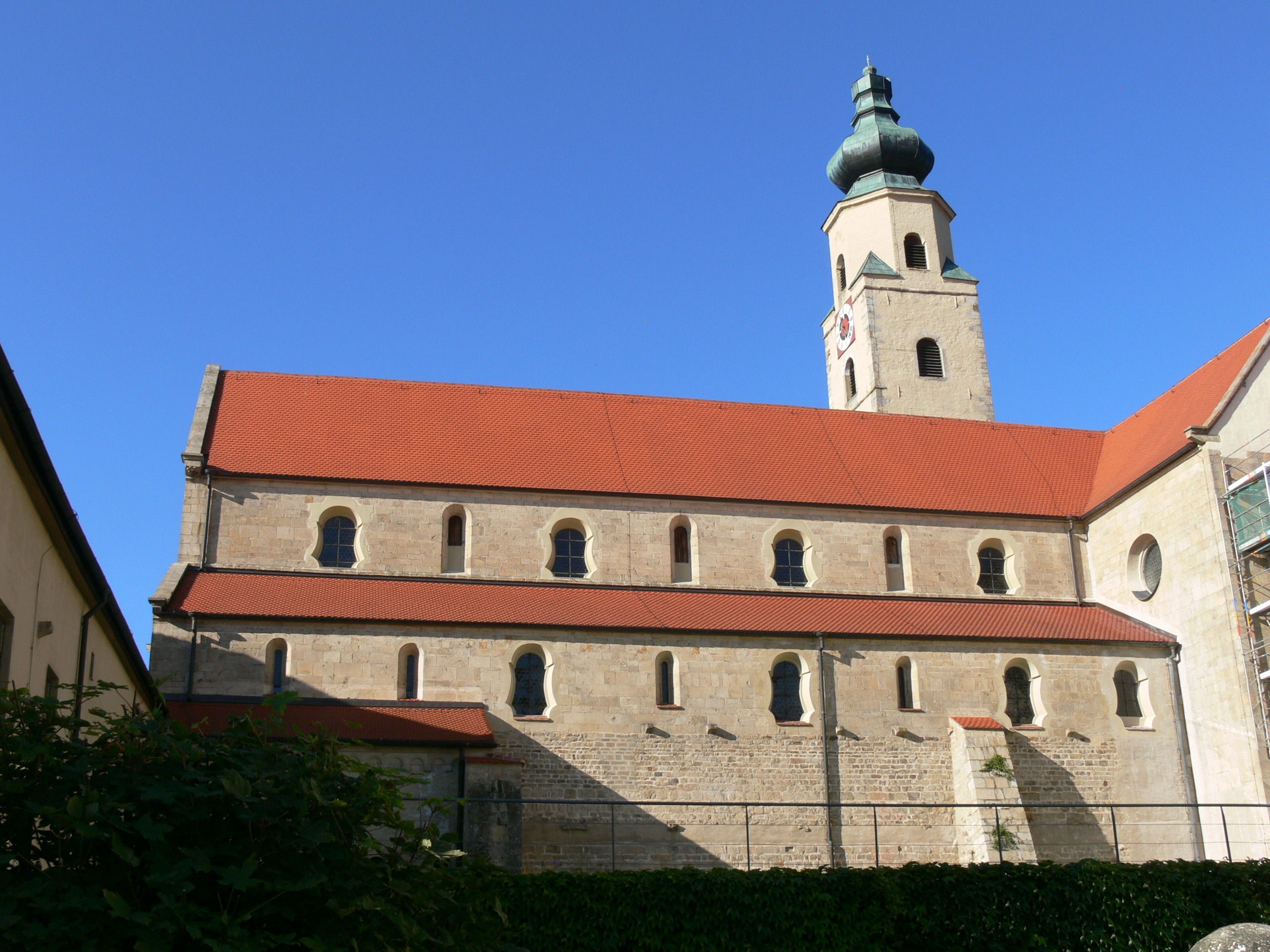
Die Pfarr- und Klosterkirche Mariä Himmelfahrt

### Einwohnerentwicklung
Im Zeitraum 1988 bis 2018 wuchs die Gemeinde von 895 auf 1120 um 225 Einwohner bzw. um 25,1 %.
- 1961: 0782 Einwohner
- 1970: 0810 Einwohner
- 1987: 0884 Einwohner
- 1991: 0978 Einwohner
- 1995: 0943 Einwohner
- 2000: 0992 Einwohner
- 2005: 1043 Einwohner
- 2010: 1059 Einwohner
- 2015: 1051 Einwohner

## Religion
Windberg ist Sitz einer katholischen Pfarrei mit der Pfarrkirche Maria Himmelfahrt.

## Politik

### Bürgermeister
Erster Bürgermeister ist seit Mai 2020 Helmut Haimerl junior (CSU/Neue Wählergemeinschaft (NWG)). Sein Vorgänger seit 1. Mai 2008 war Johann Gstettenbauer. Davor war Josef Wurm Erster Bürgermeister.

### Gemeinderat
Die Kommunalwahlen seit 2002 führten zu folgenden Sitzverteilungen im Gemeinderat:
| Partei/Wählergruppe         | Sitze | Sitze | Sitze | Sitze |
| Partei/Wählergruppe         | 2002  | 2008  | 2014  | 2020  |
| --------------------------- | ----- | ----- | ----- | ----- |
| CSU-Neue Wählergemeinschaft | 9     | 8     | 12    | 12    |
| Aktive Windberger Bürger    | 3     | 4     | —     | —     |
| Gesamt                      | 12    | 12    | 12    | 12    |

### Wappen
| Wappen von Windberg | Blasonierung: „Gespalten von Silber und Blau; vorne auf grünem Dreiberg ein linksgewendeter, springender roter Windhund, hinten über zwei schräggekreuzten silbernen Kerzen eine goldene heraldische Lilie.“ |
| Wappen von Windberg | Wappenführung seit 1980 |

## Sehenswürdigkeiten

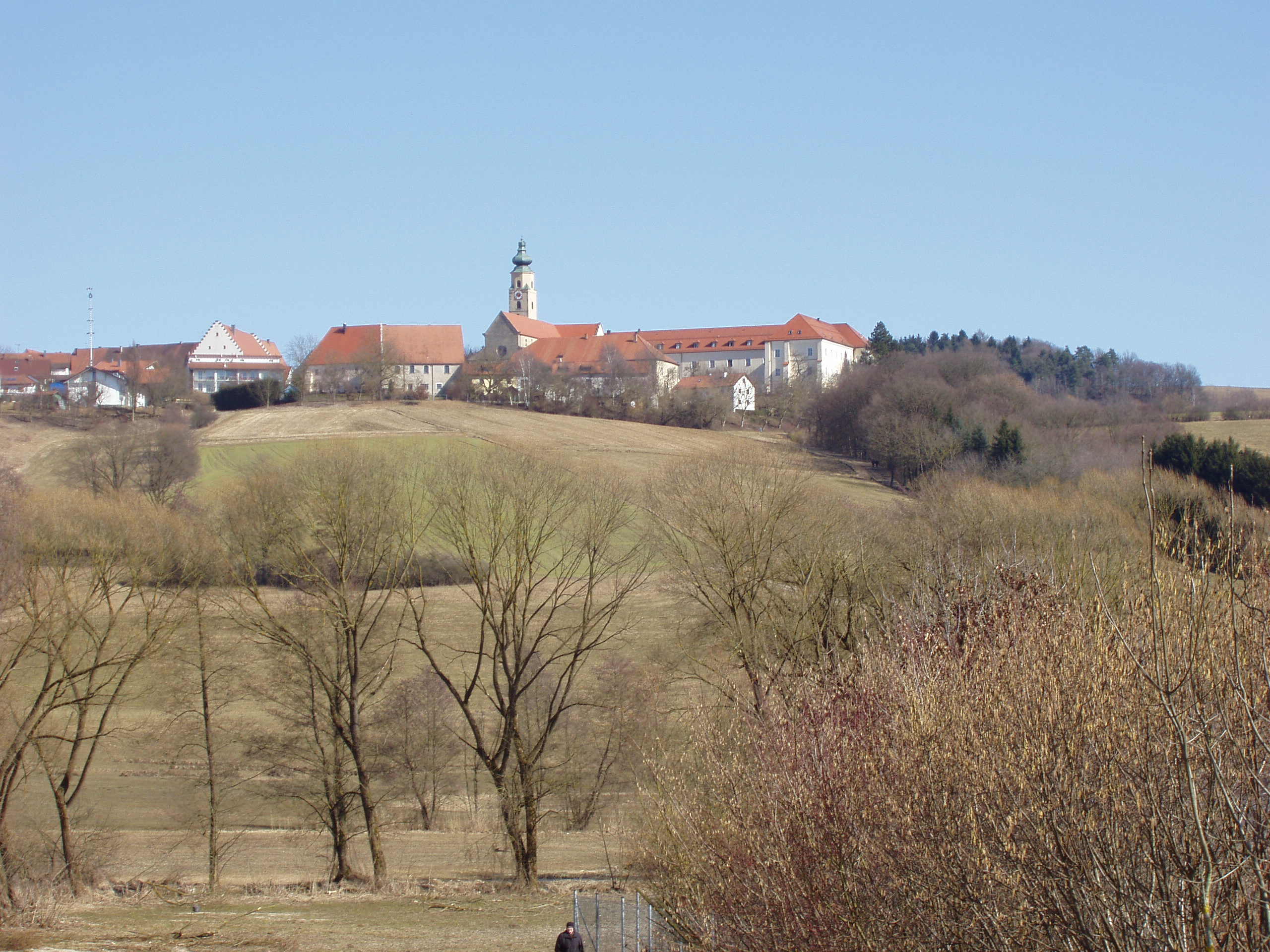
Ansicht des Klosters von Hunderdorf

Die Klosteranlage des Klosters Windberg ist heute noch in großen Teilen vorhanden, wobei die Mehrzahl der Gebäude rund um die Kirche heute in Privatbesitz ist. Dieser Dorfkern wurde bei der Dorferneuerung von 1995 bis 2005 restauriert und renoviert. Erwähnenswert ist auch die Wallfahrtskirche Hl. Kreuz am Kreuzberg.

## Wirtschaft und Infrastruktur

### Wirtschaft einschließlich Land- und Forstwirtschaft
Es gab 1998 nach der amtlichen Statistik im produzierenden Gewerbe 47 und im Bereich Handel und Verkehr keine sozialversicherungspflichtig Beschäftigte am Arbeitsort. Sozialversicherungspflichtig Beschäftigte am Wohnort gab es insgesamt 311. Im verarbeitenden Gewerbe gab es drei Betriebe, im Bauhauptgewerbe sechs Betriebe. Zudem bestanden im Jahr 1999 29 landwirtschaftliche Betriebe mit einer landwirtschaftlich genutzten Fläche von 296 ha, davon waren 103 ha Ackerfläche und 192 ha Dauergrünfläche.

### Bildung
Es gibt folgende Einrichtungen (Stand: 2014):
- Kindergärten: 25 Kindergartenplätze mit 24 Kindern
- Jugendbildungsstätte Abt-Gebhard-Haus Windberg, Bildungs-, Seminar- und Tagungshaus mit 100 Betten (Träger: Prämonstratenserabtei Windberg)

## Persönlichkeiten
- Wilhelm von Windberg († 1145), Einsiedler und Mystiker
- Alber von Windberg († um 1200), bayerischer Geistlicher und Übersetzer der lateinischen Verserzählung Tundalus
- Bernhard Suttner (* 1949), Referent für Erwachsenenbildung und Politiker (ÖDP), Gemeinderatsmitglied von Windberg